# إرناكولام
ارناكولام رمزها «ER» (بالإنجليزية: Ernakulam) ، هو تقسيم إداري لدولة الهند تتبع ولاية كيرلا (بالإنجليزية: Kerala) ، مركزها هو مدينة كاكاند (بالإنجليزية: Kakkanad) عدد سكانها حسب تعداد سنة 2001 هو 3,098,378 ، مساحتها 2,951 كم² وكثافة السكان 1,050 لكل كم² .

## أعلام
- جيم جاكوب
- شافي
- صديق
- ميرا ناندان
- روبرت فرنانديز
- جوزيه براكاش